# Bruyères-et-Montbérault
Bruyères-et-Montbérault – miejscowość i gmina we Francji, w regionie Hauts-de-France, w departamencie Aisne.
Według danych na styczeń 2014 roku gminę zamieszkiwało 1611 osób, a gęstość zaludnienia wynosiła 138,3 osób/km².